# 카드왕 믹스마스터
《카드왕 믹스마스터》(Mix Master)는 대한민국의 한국방송공사와 선우 엔터테인먼트가 공동 제작한 애니메이션이다. 현실세계와 게임 세계가 혼합되어버린 기묘한 상황에 빠진 주인공들이 게임세계의 헨치들을 카드를 통해 혼합하여 진화시키면서, 마을에 일어나는 이상한 사건을 해결해 나가는 과정을 다루었다.

## 방송 일시
| 방송 채널 | 방송일                      | 방송 시간                        |
| --------- | --------------------------- | -------------------------------- |
| KBS 2TV   | 2005년 10월 4일 ~ 10월 25일 | 평일 화 저녁 6시 10분 ~ 6시 40분 |
| KBS 2TV   | 11월 1일 ~ 11월 29일        | 평일 화 오후 5시 ~ 5시 30분      |
| KBS 2TV   | 12월 6일 ~ 2006년 7월 18일  | 평일 화 오후 5시 30분 ~ 저녁 6시 |

## 등장 인물

### 겜브리지 타운
- 디트
- 파찌
- 펜릴
- 치크
- 포이
- 진
- 죠브 박사

### 아트레이아
- 프린스
- 미노
- 제마인
- 티노스
- 기아라

### 기타 인물
- 미라
- 메어리
- 차알스 시장
- 스팀스 선생님
- 디트 엄마
- 디트 아빠
- 펜릴 아빠

## 헨치
- 드래곤계 : 드라코, 구르마, 배틀드래곤, 크로아, 파이키
- 악마계 : 메롱니, 부마, 아그작데빌, 피로스타, 루루삐
- 짐승계 : 꽃돼지, 레핀, 비스코, 삼각딸, 브루
- 식물계 : 말콩, 망울꽃, 애기풀, 쟈무, 망초
- 새계 : 비틀충, 모스키, 퍄퍄, 엔티비, 책벌레
- 메탈계 : 보타, 마토비, 메타코, 집게차, 메탈충
- 미스터리계 : 게모콘, 떡충, 미스코, 솜솜, 모스트

### 목소리 출연
- 안경진 : 디트
- 소연 : 파찌
- 정현경 : 펜릴
- 차명화 : 치크, 제마인
- 최문자 : 포이
- 서혜정 : 진, 디트 엄마
- 김정호 : 죠브 박사, 펜릴 아빠
- 홍시호 : 프린스, 차알스 시장
- 문관일 : 미노
- 오인성 : 티노스, 디트 아빠
- 이현주 : 기아라, 미라
- 최문자 : 메어리
- 사성웅 : 스팀스 선생님

## 방송 회차
| 회차 | 주제                    | 방송 일자       |
| ---- | ----------------------- | --------------- |
| 1화  | 내가 전설의 용사        | 2005년 10월 4일 |
| 2화  | 폭주 겜브리지 타운      | 10월 11일       |
| 3화  | 포이의 심부름           | 10월 18일       |
| 4화  | 믹스밸러는 격투기 소녀  | 10월 25일       |
| 5화  | 사무실 위기일발         | 11월 1일        |
| 6화  | 믹스밸러가 되고 싶어    | 11월 8일        |
| 7화  | 제4의 믹스밸러          | 11월 15일       |
| 8화  | 디트 믹스밸러 은퇴      | 11월 22일       |
| 9화  | 전격 헨치 구출 작전     | 11월 29일       |
| 10화 | 열혈 스팀스 선생님      | 12월 6일        |
| 11화 | 포이가 커졌어요         | 12월 13일       |
| 12화 | 진의 숨겨진 비밀        | 12월 20일       |
| 13화 | 결정 믹스마스터         | 12월 27일       |
| 14화 | 밀착취재 디트와 진      | 2006년 1월 3일  |
| 15화 | 헨치 오브 정글          | 1월 10일        |
| 16화 | 고고 영화 속으로        | 1월 17일        |
| 17화 | 추적 괴도 쉐도우        | 1월 24일        |
| 18화 | 영원한 스승 마스터 그랜 | 1월 31일        |
| 19화 | 지하 세계의 마스터 헨치 | 2월 7일         |
| 20화 | 죠브 박사의 비밀        | 2월 14일        |
| 21화 | 두 얼굴의 꽃 만드라     | 2월 21일        |
| 22화 | 마스터 헨치를 낚아라    | 3월 7일         |
| 23화 | 불꽃의 기아라           | 3월 14일        |
| 24화 | 강림 대마왕 프린스      | 3월 21일        |
| 25화 | 파찌 탈환작전           | 3월 28일        |
| 26화 | 암흑성 최후의 날        | 4월 4일         |
| 27화 | 열려라 아트레이아       | 4월 11일        |
| 28화 | 재회 그리운 어머니      | 4월 18일        |
| 29화 | 치크의 첫사랑           | 4월 25일        |
| 30화 | 펜릴과 거짓말쟁이 대장  | 5월 2일         |
| 31화 | 가짜 믹스마스터 출현    | 5월 16일        |
| 32화 | 카드가 열리는 나무      | 5월 23일        |
| 33화 | 마스터헨치의 신전       | 5월 30일        |
| 34화 | 어둠 속의 진실          | 6월 13일        |
| 35화 | 위기의 겜브리지 타운    | 6월 20일        |
| 36화 | 겜브리지 타운 탈환 작전 | 6월 27일        |
| 37화 | 부활 파괴신 바르        | 7월 4일         |
| 38화 | 붕괴의 서곡             | 7월 11일        |
| 39화 | 또 다른 전설을 위하여   | 7월 18일        |

## 줄거리
매사에 게으르고 서툰 겜브리지 타운의 초등학생 디트는 어느 날 자칭 타칭 천재 과학자 죠브 박사의 실험에 참여하게 된다. 박사는 인기절정의 게임 믹스마스터의 세계 아트레이아가 실재로 존재하고 있으며, 이제부터 그 세계로 연결되는 문을 만들어 보이겠다고 장담한다. 기괴한 소리를 내며 죠브 박사의 실험장치는 작동하지만 실패하고 만다. 그리고, 장치는 굉음과 연기를 뿜어내며 폭발해버린다. 연기가 걷힌 후, 거기에는 한 번도 본 적이 없는 파찌라는 기묘한 생물이 등장했다. 죠브 박사의 말대로 아트레이아는 실제로 존재하고 있었던 것이다.
한편, 아트레이아의 대마왕 프린스는 궁극의 파괴신을 소환하기 위한 중요한 열쇠인 마스터 헨치를 추적한다. 그러나 대마왕의 부하들은 마스터헨치를 추적하던 중, 눈앞에서 마스터 헨치를 놓쳐버린다. 분노한 대마왕 프린스는 마스터 헨치의 행방을 찾던 중 마스터헨치가 인간세계로 도망친 것을 알게되고, 부하들과 함께 인간세계로 도망친 마스터 헨치를 찾아 금단의 차원이동마법을 사용하여 인간세계로 찾아온다. 그러나 대마왕의 마법이 도중에 실패한 탓에 아트레이아와 디트가 사는 마을 겜브리지 타운이 믹스되는 대 사건이 발생한다. 하늘엔 2개의 달이 뜨고, 빌딩가에는 고대유적이 출현하고, 유원지는 암흑성과 믹스된다. 게임 속 상상의 세계가 현실 속에 공존하게 되면서 겜브리지 타운은 대 혼란에 휩싸인다. 게다가 믹스된 겜브리지 타운은 불가사의한 안개의 벽에 가로막혀 외부 세계와 완전히 단절된다.
겜브리지타운과 아트레이아가 믹스됨과 동시에 아트레이아의 생물인 헨치(몬스터)들도 인간세계에 출현하게 된다. 생존방식과 생활환경이 다른 인간들과 헨치들은 곳곳에서 분쟁을 일으키고, 여러 곳에서 혼란이 발생한다. 그것을 해결하기 위해 죠브 박사는 게임과 마찬가지로 헨치들을 조종할 수 있는 헨치 소환용 믹스건을 만들어 디트에게 준다. 공부도 운동도 못 하는 디트지만 믹스건을 사용할 수 있는 믹스밸러의 소질인 마나를 가진 인간이었기 때문이다.
죠브박사의 실험실에서 만난 파찌, 위기에 빠진 아트레이아를 구하기 위해 전설의 용사 믹스마스터를 찾아온 엘프 소녀 포이, 그리고 믹스밸러의 소질을 가진 3명의 친구 펜릴, 치크, 진과 함께 디트는 혼란에 빠진 겜브리지 타운의 사건을 해결하는 동지가 된다. 끈임 없이 인간세계를 혼란에 빠뜨리고 마스터헨치를 찾아 인간 세계를 지배하려는 대마왕 프린스의 부하들에게 세뇌된 헨치를 물리치고, 모습을 감춘 마스터헨치를 찾아내서 인간과 헨치들을 조화로운 길로 인도하는 것이 디트 일행의 사명이다. 대마왕의 힘에 대항해 혼란스러운 세계를 구할 수 있는 최고의 믹스밸러에게 주어지는 칭호인 믹스마스터가 되기 위해 디트와 친구들은 거듭되는 실패와 계속되는 대마왕의 위협에 맞서 싸워나간다. 과연 디트는 믹스마스터가 되어 세상을 구할 수 있을까?

## 같이 보기
- 최강 합체 믹스마스터 : 후속작, 2010년 ~ 2011년.